# Fiscale eenheid
Een fiscale eenheid is een situatie waarbij meerdere belastingplichtigen voor een bepaalde belastingsoort als één belastingplichtig lichaam wordt beschouwd. Een fiscale eenheid komt in Nederland voor bij de vennootschapsbelasting en de omzetbelasting.

## Vennootschapsbelasting
De fiscale eenheid voor de vennootschapsbelasting is thans geregeld in artikel 15 van de wet VpB 1969. Voor het kunnen aangaan van een fiscale eenheid is het nodig dat de moedermaatschappij ten minste 95% van de aandelen, de statutaire stemrechten, de rechten op de winst en de rechten op het vermogen in een dochtermaatschappij heeft. Na het aangaan van een fiscale eenheid wordt de vennootschapsbelasting berekend over de gezamenlijke resultaten, waarbij behaalde resultaten op onderlinge transacties worden geëlimineerd. In aanmerking voor een fiscale eenheid komen de NV, BV, coöperatieve vereniging of onderlinge waarborgmaatschappij. Ook een vergelijkbaar lichaam uit een EU-land kan worden opgenomen in een fiscale eenheid, voor zover er sprake is van een in Nederland gedreven onderneming.
Om een fiscale eenheid te kunnen aan gaan moet door alle bedrijven een verzoek worden gedaan bij de belastingdienst, die daarover een beschikking verleent. Er kan met terugwerking van ten hoogste 3 maanden een fiscale eenheid ingaan. Een fiscale eenheid eindigt nadat een verzoek daartoe is gedaan of wanneer niet langer aan de voorwaarden is voldaan.
Bij de totstandkoming van de fiscale eenheid wordt door de belastingdienst een beschikking afgegeven. Voor de behandeling van de eventuele verrekenbare verliezen van een bij de eenheid gevoegd bedrijf (ook wel voorvoegingsverliezen genoemd) kunnen deze alleen worden verrekend met latere winsten van dat bedrijf en dus niet met winsten van andere gevoegde bedrijven.

### Voorgeschiedenis
De fiscale eenheid is ouder dan vaak wordt gedacht. In het Besluit op de Winstbelasting 1940, de voorloper van de huidige Vennootschapsbelasting, wordt in artikel 27 deze faciliteit opgenomen. Vereist was dat een 100%-aandelenbezit van een NV in het bezit was van een ander lichaam en dat de voorwaarden die het Ministerie van Financiën stelde, door de bestuurders van alle betrokken lichamen waren aanvaard. Er werd dan belasting geheven alsof de vennootschap was opgegaan in het lichaam dat alle aandelen bezit. Deze regeling was uitdrukkelijk als faciliteit voor concerns bedoeld.  

### Voor-en nadelen
De voor- en nadelen van een fiscale eenheid zijn:
- beperking administratieve lasten (maar één aangifte voor het geheel)
- winst op interne leveringen blijven buiten beschouwing
- het tariefopstapje (20-25%) en de investeringsaftrek geldt maar 1 keer
- hoofdelijke aansprakelijkheid van alle gevoegde bedrijven ten opzichte van de belastingdienst
- sanctiebepaling van art. 15ai VpB bij verbreking binnen 6 jaren na bepaalde onderlinge transacties.

## Omzetbelasting
Twee of meer ondernemers kunnen voor de wet Omzetbelasting als één onderneming worden aangemerkt. Daarvoor is het volgens artikel 7 Wet Omzetbelasting 1968 nodig dat sprake is van zowel een financiële, economische als organisatorische verwevenheid. Uit jurisprudentie blijkt dat financiële verwevenheid wordt verondersteld als er een belang van meer dan 50% is in de andere onderneming. Zodra aan alle voorwaarden is voldaan kan een verzoek worden gedaan om als fiscale eenheid te worden aangemerkt. De belastingdienst kan ook op eigen initiatief besluiten een fiscale eenheid te veronderstellen.  
De voor- en nadelen van een fiscale eenheid zijn:
- beperking administratieve lasten (maar één aangifte voor het geheel)
- prestaties tussen bedrijven onderling worden als interne prestatie beschouwd, waarvoor de Wet OB niet van toepassing is
- hoofdelijke aansprakelijkheid van alle gevoegde bedrijven ten opzichte van de belastingdienst

De fiscale eenheid voor de omzetbelasting eindigt van rechtswege zodra niet meer aan de vereisten wordt voldaan. Voor het eindigen van de hoofdelijke aansprakelijkheid moet door de belastingdienst een beschikking worden afgegeven.